# Portrait de Madame Champsaur
Portrait de Madame Champsaur est un tableau réalisé par le peintre français Émile Schuffenecker en 1890. De format horizontal, cette huile sur toile est un portrait à mi-corps de Jeanne Marie Chazotte, l'épouse de l'écrivain Félicien Champsaur. Un éventail en main, la jeune femme y figure assise sur un fauteuil ouvragé dans un intérieur décoré où se remarque La Succube d'Auguste Rodin. Ses cheveux roux relevés en chignon, elle y arbore une tenue de ville agrémentée de broderies évoquant le costume breton.
Achetée en 1995, l'œuvre est conservée au musée de Pont-Aven, à Pont-Aven, dans le Finistère. Cet établissement la considère comme l'un de ses chefs-d'œuvre. À Paris, les musées du Louvre et d'Orsay en possèdent des études ainsi que d'autres travaux liés.

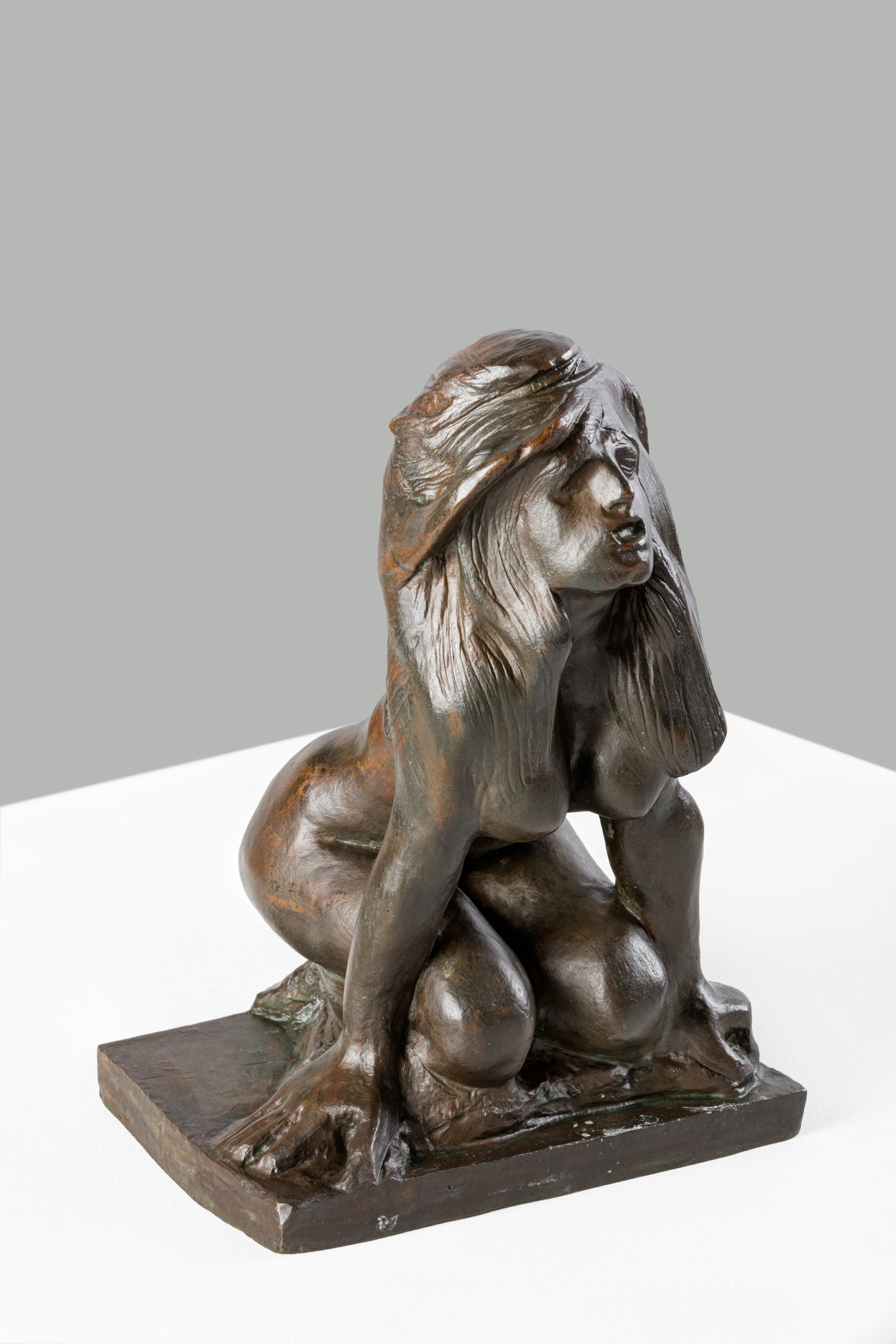
Auguste Rodin, La Succube, 1889 – Musée Soumaya, Mexico.
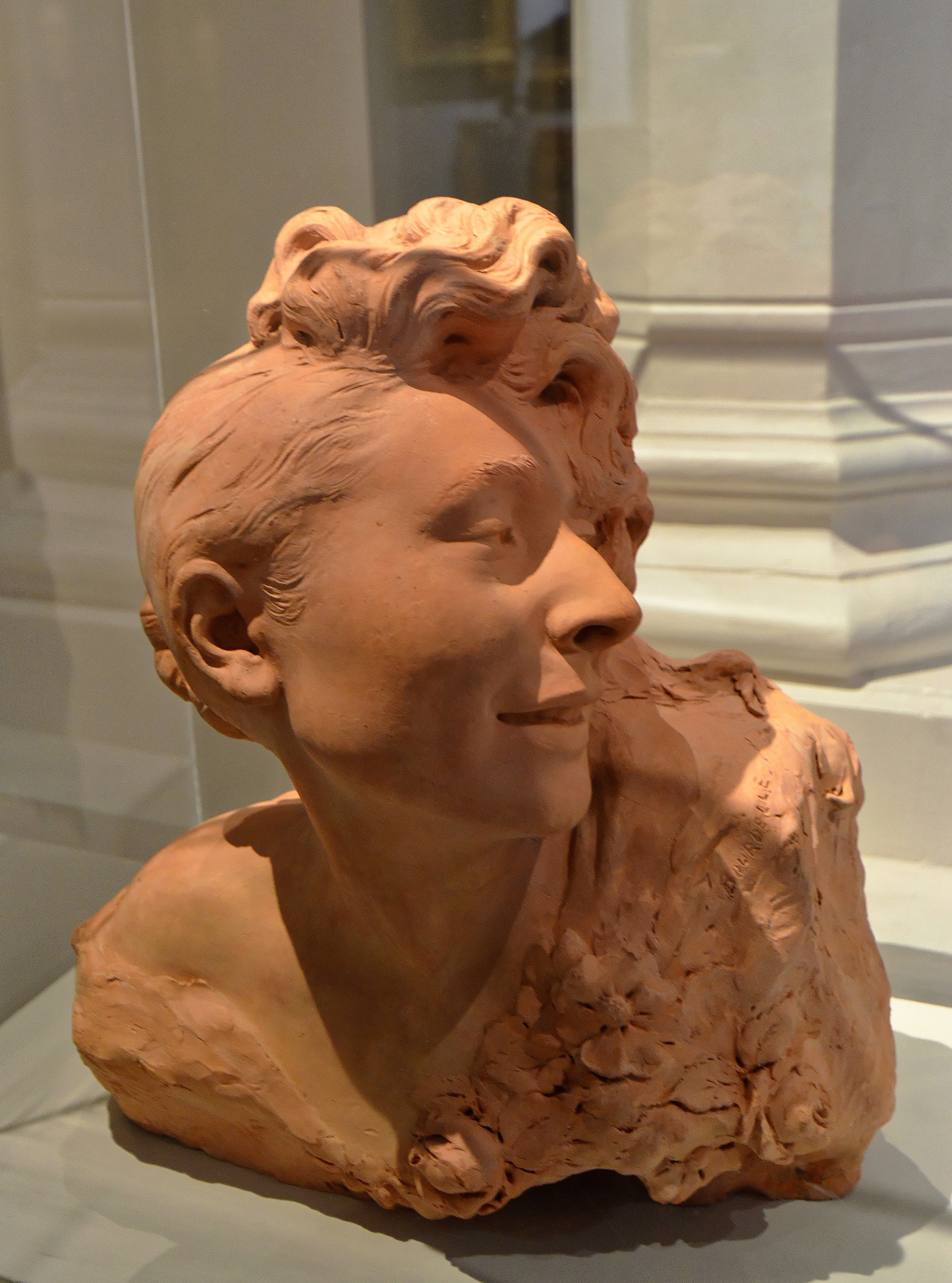
Antoine Bourdelle, Madame Félicien Champsaur, 1891 – Musée de Tessé, Le Mans.